# 索爾茲伯里鎮區 (密蘇里州沙里頓縣)
索爾茲伯里鎮區（英語：Salisbury Township）是位於美國密蘇里州沙里頓縣的一個行政鎮區。

## 地方資料
索爾茲伯里鎮區的面積為219.09平方千米，當中陸地面積為217.72平方千米，而水域面積為1.37平方千米。根據2020年美國人口普查的數據，當地共有人口2345人，而人口密度為每平方千米10.7人。